# Heinz-Olof Brennscheidt

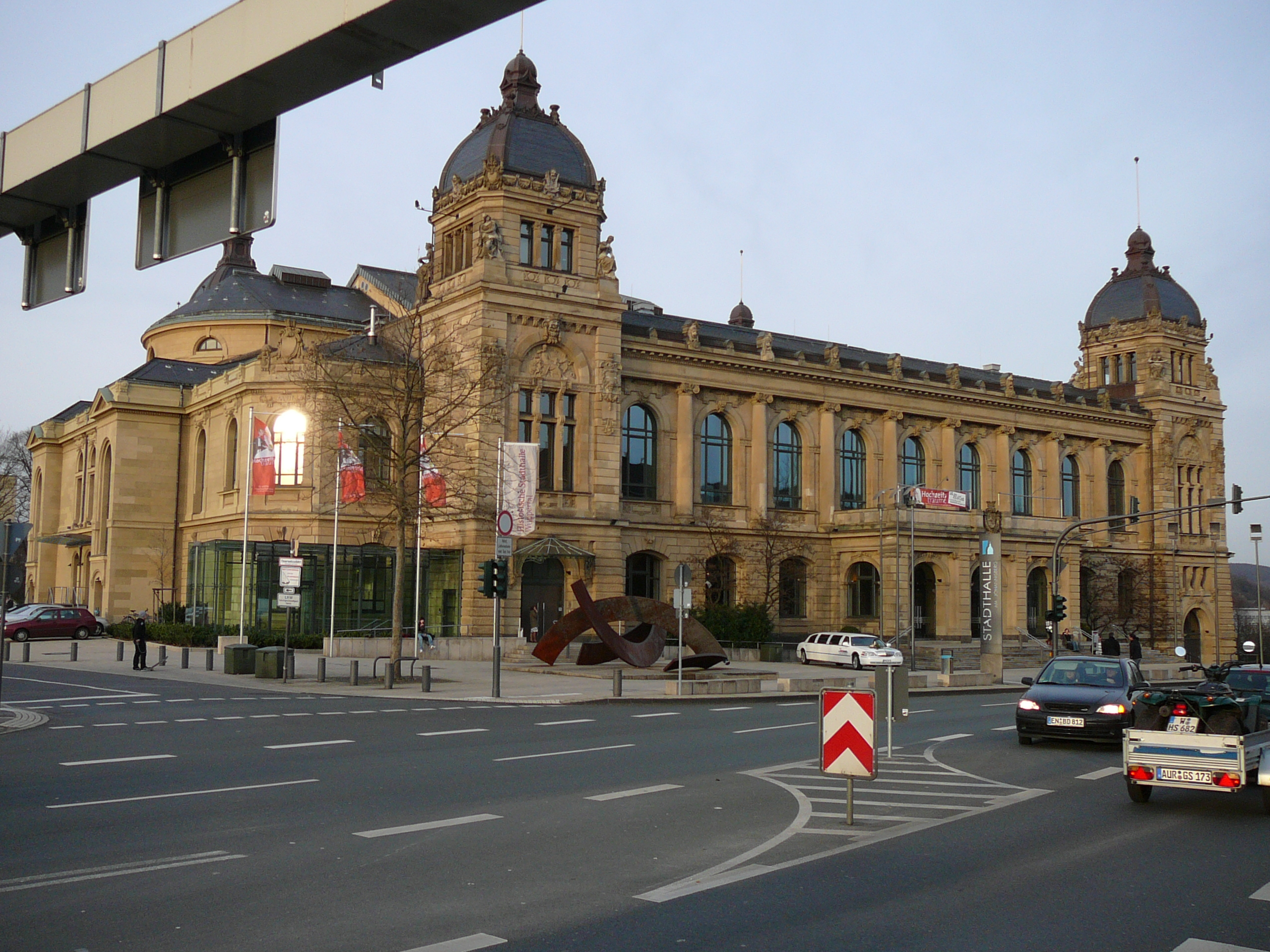
Stadthalle Wuppertal mit Großskulptur Rondo

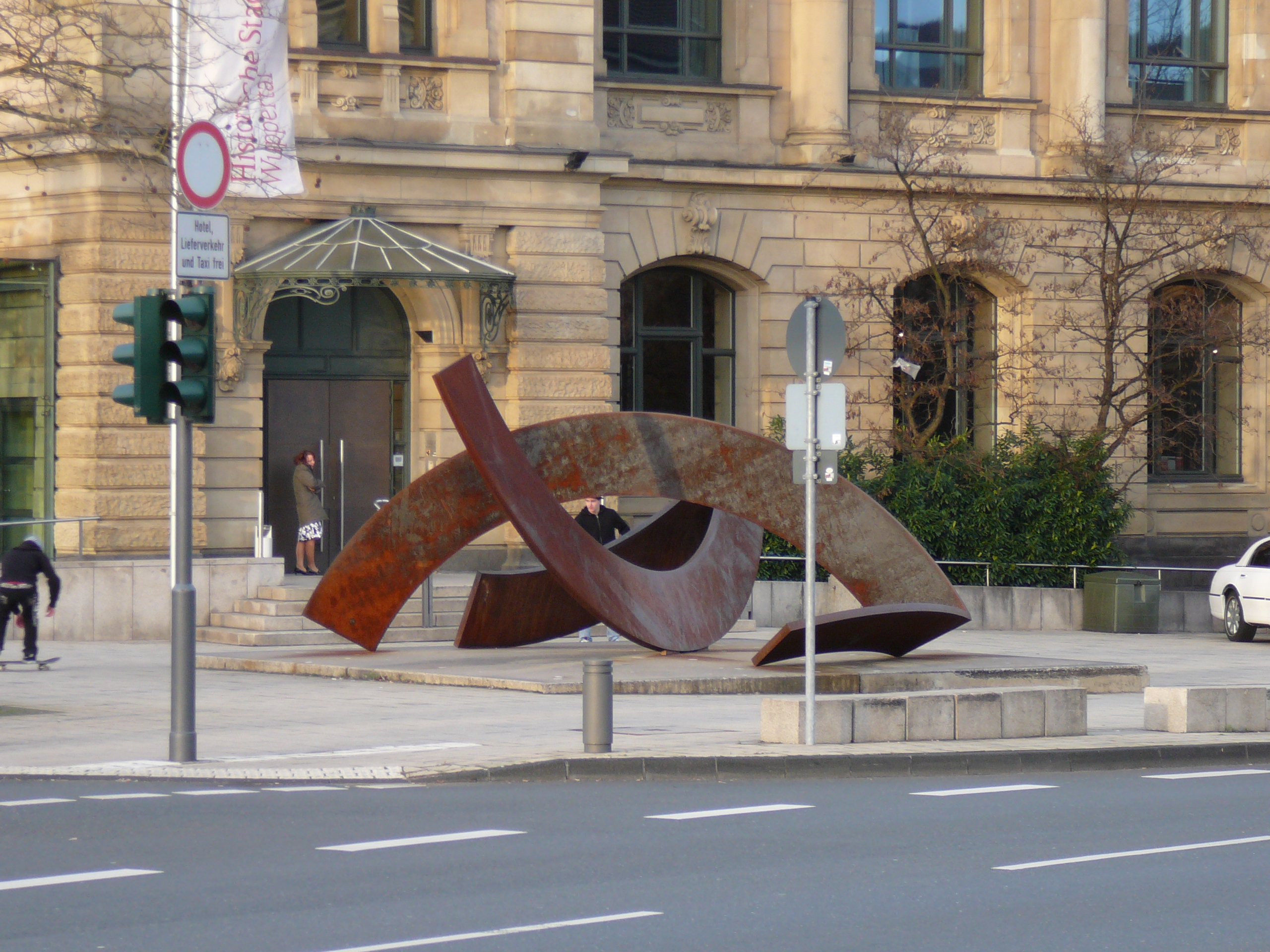
Großskulptur Rondo des Künstlers Alf Lechner

Heinz-Olof Brennscheidt (* 1934 in Wuppertal; † 5. Juni 2020) war Unternehmer und Gründer der gemeinnützigen Brennscheidt–Stiftung.

## Leben und Werk
Mit 23 Jahren trat Heinz-Olof Brennscheidt in das 1866 in Wuppertal gegründete väterliche Unternehmen Wicke GmbH & Co. KG ein, in dem er dann mehr als 40 Jahre hauptsächlich als Geschäftsführer tätig war. Das Unternehmen zählt mit seinen Betriebsstätten in Tschechien und China und in- und ausländischen Vertriebsgesellschaften zu den führenden Herstellern von Rädern und Rollen für Transportgeräte. Das Unternehmen verlegte seinen Sitz in den 1960er Jahren nach Sprockhövel. Schon vor seinem Rückzug aus dem aktiven Geschäftsleben hatte Heinz-Olof Brennscheidt den Entschluss gefasst, einen Teil seines Vermögens in eine Stiftung fließen zu lassen.
Brennscheidt-Stiftung 
1993 wurde die Brennscheidt-Stiftung zur Förderung von Kinderheimen gegründet. Aus den Erträgen dieser Stiftung werden seitdem verschiedene Aktivitäten Wuppertaler Kinderheime finanziert, die ohne dieses Engagement nicht möglich gewesen wären. Heinz-Olof Brennscheidt trat 1999 mit seiner Stiftung der Großskulptur Rondo des Künstlers Alf Lechner als Kulturförderer in Erscheinung, die auf der Skulpturenmeile zwischen dem Von der Heydt-Museum und der Stadthalle Wuppertal deren Vorplatz ziert (Skulpturenpark Johannisberg). Den Höhepunkt seines kulturellen Engagements bildet die im Jahr 2003 gegründete Brennscheidt-Stiftung zur Förderung von Kunst und Kultur, ein Geschenk zum hundertjährigen Bestehen des Wuppertaler Von der Heydt-Museums.

„Die Stiftung bietet dem Museum ein hohes Maß an Planungssicherheit – unabhängig von der Situation des städtischen Haushalts – und sie ermöglicht es, dank der zusätzlichen Mittel ein besonders attraktives Programm an Wechselausstellungen anzubieten. Heinz-Olof Brennscheidt liegt viel daran, aktiv an der Verteilung der Mittel mitzuwirken. Die Stiftungen verwaltet er selbst, um den Verwaltungsaufwand möglichst gering zu halten und damit eine optimale Ausnutzung der Stiftungsmittel zu gewährleisten. Mittlerweile ist das Engagement als Stifter für Brennscheidt zu einem wichtigen Lebensinhalt geworden, von dem darüber hinaus viele junge Menschen, aber auch die Stadt Wuppertal als Kulturstandort profitieren.“

Die Stiftung finanzierte auch einen Teil der 1,1 Millionen Euro Baukosten für die neue 350-sitzige Aula des Wilhelm-Dörpfeld-Gymnasiums.

## Ehrungen
Der Ehrenring der Stadt Wuppertal wurde Heinz-Olof Brennscheidt 2006 verliehen. Oberbürgermeister Peter Jung sagte in seiner Rede, Heinz-Olof Brennscheidt habe für die Stadt Außerordentliches möglich gemacht.